# Cnea Cimini Moreira de Oliveira
Cnea Cimini Moreira de Oliveira (Rio de Janeiro, 03 de março de 1929 -  22 de abril de 2008) foi uma jurista brasileira e a primeira mulher a chegar ao cargo de ministra do Tribunal Superior do Trabalho, que exerceu de 1990 a 1999.